# 칼라망가베이
칼라망가베이(Cercocebus torquatus)는 긴꼬리원숭이과에 속하는 영장류의 일종이다. 붉은머리망가베이 또는 흑목도리망가베이 (검댕망가베이(Cercocebus atys lunulatus)와 쉽게 혼동을 일으키는) 또는 체리머리망가베이로 알려져 있기도 한다. 나이지리아 서부와 카메룬 동부와 남부 전역 그리고 적도기니와 가봉에 걸쳐 숲, 특히 강에 가까운 숲에서 발견된다. 서식지 감소로 멸종 위험에 처해있다. 이전에는 아종으로 검댕망가베이에 포함되었다. 현재 밝혀진 바에 의하면, 목도리망가베이는 단계통군이다.